# Brokigt ängsfly
Brokigt ängsfly (Oligia versicolor) är en fjärilsart som beskrevs av Moritz Balthasar Borkhausen 1792. Brokigt ängsfly ingår i släktet Oligia och familjen nattflyn. Enligt den svenska rödlistan är arten nära hotad i Sverige. Arten förekommer i Götaland. Artens livsmiljö är skogslandskap. Inga underarter finns listade i Catalogue of Life.

## Bildgalleri

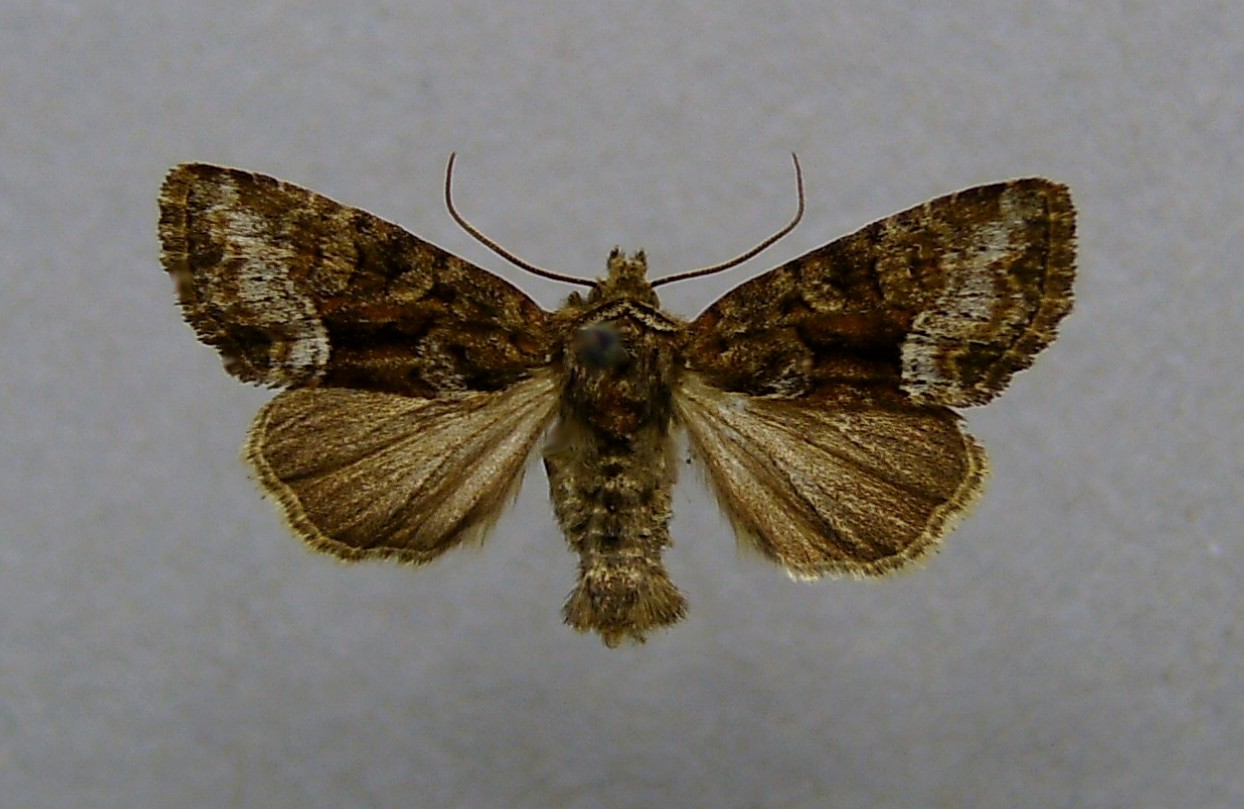
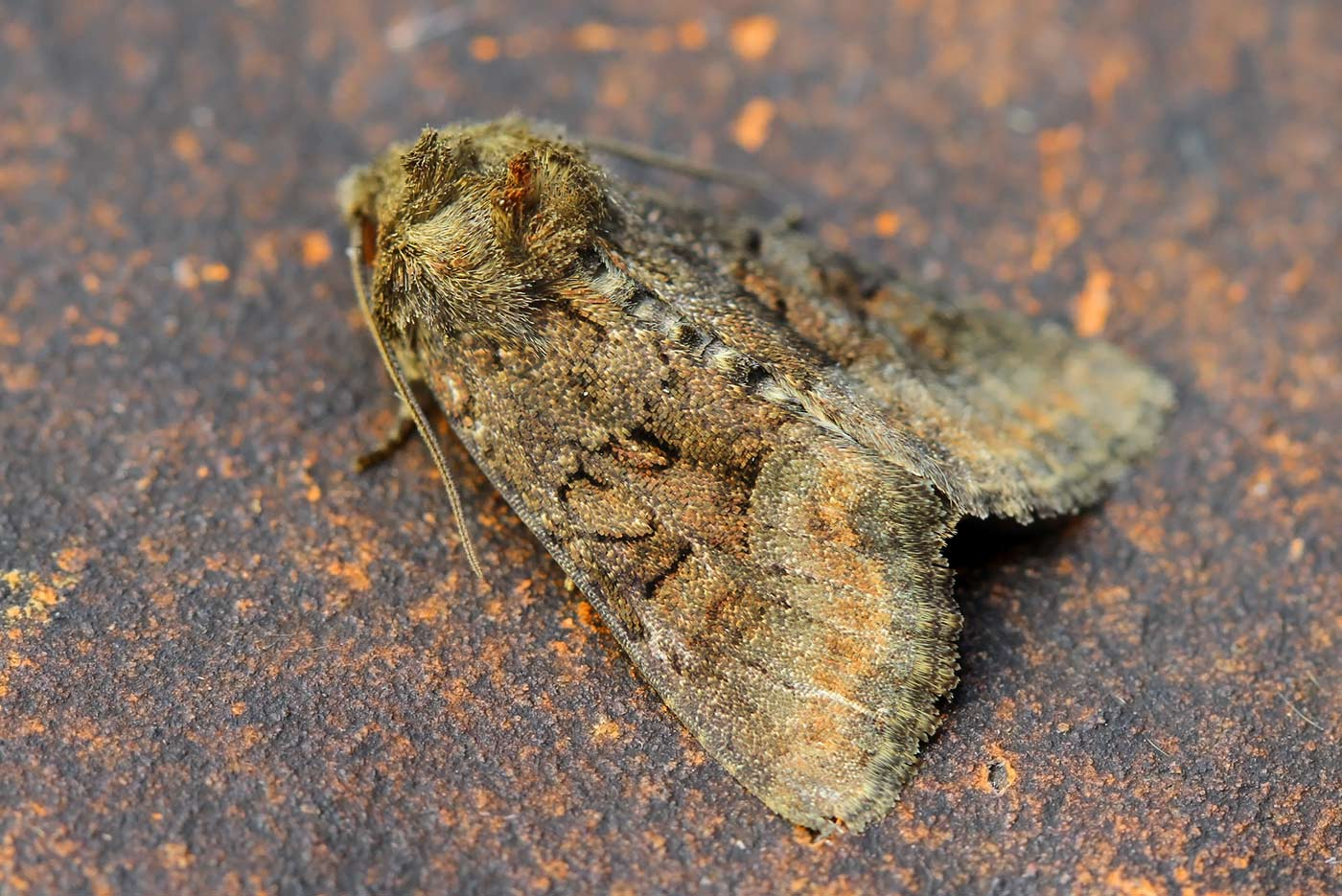